# Lu Jiaxi
Lu Jiaxi (chinois simplifié : 卢嘉锡 ; pe̍h-ōe-jī : Lô͘ Ka-sek ; né le 26 octobre 1915 et mort le 4 juin 2001), ou Chia-Si Lu, est un physicien chinois, considéré comme un fondateur de la discipline en Chine. Il est président de l'Académie chinoise des sciences, directeur fondateur de l'Institut de recherche du Fujian sur la structure de la matière (FJIRSM) et vice-président de l'Université de Fuzhou. Il occupe aussi des postes politiques de haut rang, comme président du Parti Démocratique des ouvriers et des paysans de Chine, vice-président de la  Conférence consultative politique du peuple chinois et vice-président de l'assemblée populaire nationale.

## Biographie
Le 26 octobre 1915, Lu Jiaxi nait dans une famille d'universitaires à Xiamen (Amoy), Fujian, Chine. Enfant prodige, il termine l'école primaire en une seule année, et le collège en un an et demi. Avant ses 13 ans, il a réussi l'examen d'entrée à une classe préparatoire à l'Université de Xiamen . Il reçoit la bourse Tan Kah Kee pendant quatre ans et est diplômé en chimie de l'Université de Xiamen en 1934. Pendant trois ans, il enseigne à l'université.
En 1937, Lu réussit un concours et reçoit une bourse nationale de troisième cycle pour accéder à l' University College London. Il y étudie avec Samuel Sugden et obtient un doctorat à l'âge de 24 ans. Recommandé par Samuel Sugden, il est admis à l' Institut de technologie de Californie en 1939, et étudie la chimie structurale. L'un de ses professeurs est Linus Pauling, futur lauréat du prix Nobel. En 1944, il travaille au Maryland Research Laboratory du US National Defense Research Committee (NDRC). Ses recherches dans le domaine de la combustion et de l'explosion lui valent un prix R&D de la NDRC.
Après la fin de la Seconde Guerre mondiale, Lu refuse de nombreuses possibilités d'emploi aux États-Unis et retourne en Chine, dans un contexte de guerre, en hiver 1945,. Il est nommé professeur et doyen du département de chimie de l'Université de Xiamen.
De 1960 à 1981, Lu est directeur de l'Institut de recherche du Fujian sur la structure de la matière (FJIRSM) et vice-président de l'Université de Fuzhou,. Il est président de l'Académie chinoise des sciences de 1981 à 1988, puis conseiller spécial. Il est aussi vice-président de l' Académie des sciences du tiers monde . Parmi ses postes politique, on compte la présidence du Parti démocratique des paysans et ouvriers chinois (de 1988 à 1997, la présidence d'honneur par la suite), la vice-présidence de la Conférence consultative politique du peuple chinois (de 1988 à 1993 et de 1998 à 2003), et la vice-présidence du Congrès national populaire (1993-1998).
Lu Jiaxi meurt le 4 juin 2001. Le 6 avril 2002, sa statue en bronze est érigée devant le département de chimie de l'université de Xiamen.

## Recherche et honneurs
Les recherches de Lu Jiaxi appartiennent aux domaines de la chimie physique, structurale, nucléaire, et des matériaux. Il propose un modèle structurel du centre de la nitrogénase, une enzyme clé utilisée dans la  fixation biologique de l'azote, et étudie la relation entre structure chimique et performances. Son travail est reconnu internationalement  et il est élu membre de l'Académie européenne des sciences et des arts et des académies royales des sciences et des arts de Belgique. Pour ses contributions en chimie structurale, il reçoit le prix de la réalisation scientifique de la Fondation Ho Leung Ho Lee. En 1998, l'astéroïde 3844 Lujiaxi est nommé en son honneur.